# Vox Bigerri
Vox Bigerri est un ensemble de musique vocale originaire de Tarbes et dédié au chant polyphonique traditionnel principalement des Pyrénées et d'Occitanie.

## Historique
L'ensemble s'est formé sous la direction de Pascal Caumont, professeur de musique au Conservatoire Henri-Duparc de Tarbes, en 2004. Il s'attache principalement à la sauvegarde et à la promotion des chants sacrés et profanes des Pyrénées (béarnais, basques, de Bigorre) ainsi que de l'Occitanie (du Rouergue aux Landes) mais son répertoire inclut également des chants corses, sardes, italiens, espagnols et des musiques anciennes de France et d'Espagne,,. L'une des démarches du groupe est la collecte dans les différentes vallées pyrénéennes des chants traditionnels de transmission orale, chantés le plus souvent par les anciens bergers, afin d'en constituer un répertoire et de transcrire les partitions dans la poursuite du travail entrepris notamment à la fin du XIXe siècle par l'ethnographe Félix Arnaudin (1844-1921). Pascal Caumont compose également des chants polyphoniques contemporains à l'exemple de Montsegur 1944 (créé à partir du poème Montsegur 1244 de René Nelli en faisant un parallèle entre les massacres commis contre les « hérétiques cathares » et ceux de la première moitié du XXe siècle). En 2017, Olivier Capmartin quitte le groupe désormais constitué de quatre voix.
Vox Bigerri réalise de nombreuses collaborations avec des ensembles traditionnels tels que l'ensemble Organum, Les Chanteurs pyrénéens ou la confrérie sarde Cuncordu di Orosei[réf. nécessaire]. En 2017, Vox Bigerri collabore aux tournées du batteur américain Jim Black pour le disque et projet Tiò paru en 2018,,.

## Membres
L'ensemble Vox Bigerri est composé, depuis 2017, de : Pascal Caumont (basse), Fabrice Lapeyrere (haute), Bastien Zaoui (basse) et Régis Latapie (haute).
Les anciens membres du groupe ont été : Olivier Capmartin (haute), Henri Gonzales (basse), Alain Perpétue et Cédric Fourcade.

## Discographie
- 2007 : Vias deths aires
- 2010 : D'aigas et de ròcas
- 2011 : Adara
- 2013 : Cap aus sorelhs (enregistré dans l'abbatiale de Conques)
- 2015 : Ligams

## Collaborations
- 2016 : Bigorra Canta avec l'ensemble Les Chanteurs pyrénéens de Tarbes
- 2018 : Tiò, Vox Bigerri + Jim Black